# Arnulf z Chocques
Arnulf Malecorne z Chocques lub Arnulf Malecorne z Rohes (zm. 28 kwietnia 1118) – uczestnik I wyprawy krzyżowej, łaciński patriarcha Jerozolimy w 1099 oraz w latach 1112–1118.

## Życiorys
Arnulf przed wyruszeniem na I wyprawę krzyżową był nauczycielem Cecylii, córki króla Anglii Wilhelma Zdobywcy. Cecylia skłoniła swojego brata Roberta Krótkoudego, by zabrał go na krucjatę jako swojego kapelana i obiecał mu godność biskupa. Arnulf był erudytą i dobrym kaznodzieją.
W czasie krucjaty był jednym z głównych przeciwników uznania autentyczności Świętej Włóczni odkrytej w Antiochii. W tej sytuacji jego oponent Piotr Bartłomiej zdecydował się na sąd boży polegający na przejściu ognistym tunelem. Wyszedł z niego z ciężkimi poparzeniami i po 12 dniach zmarł.
Podczas narady 17 lipca 1099, dwa dni po zdobyciu Jerozolimy, Arnulf, biskup Marturany złożył wniosek, by patriarchą Jerozolimy został jego przyjaciel Arnulf z Chocques. Decyzję postanowiono jednak odłożyć do czasu wyboru króla.
1 sierpnia 1099 Arnulf z Chocques został wybrany patriarchą. Poparli go Lotaryńczycy oraz francuscy i włoscy Normanowie. Elekcji sprzeciwili się Prowansalczycy, wskazując na fakt, że Arnulf nie miał nawet święceń subdiakonatu, a na temat jego obyczajów krążyły liczne anegdotyczne wiersze.
Nowy patriarcha nie wtrącał się do polityki. Wyznaczył 20 kanoników do odprawiania nabożeństw w bazylice Grobu Świętego, usunął z niej duchownych wschodnich obrządków i wyposażył świątynię w dzwony. Arnulf przy pomocy tortur zmusił duchownych greckich do wydania mu relikwii Krzyża Świętego.
W grudniu 1099 książę Antiochii Boemund z Tarentu i biskup Daimbert z Pizy w zamian za obietnicę pomocy dla Gotfryda z Bouillon doprowadzili do pozbawienia Arnulfa godności patriarchy i wyboru na ten urząd Daimberta z Pizy.
W 1102 Daimbert został usunięty z urzędu patriarchy, ale Arnulf mimo starań nie zdołał go objąć. Patriarchą został dopiero w 1112. W 1114 legat papieski Berenger, biskup Orange na zwołanym przez siebie synodzie pozbawił Arnulfa godności patriarchy z powodu symonii i pobłogosławienia trzeciego małżeństwa króla Baldwina I. Władca ożenił się z hrabiną Adelajdą del Vasto, ale wcześniej nie rozwiązał swojego drugiego małżeństwa. Zimą 1115 Arnulf udał się do Rzymu, gdzie uzyskał u papieża anulowanie decyzji legata, obiecując w zamian, że skłoni Baldwina I do oddalenia trzeciej żony. Po śmierci Baldwina I poparł Baldwina II z Le Bourg i koronował go na króla jerozolimskiego.